# Hypsilurus longi
Espèce
Synonymes
- Tiaris longi Macleay, 1877

Statut de conservation UICN

 LC  : Préoccupation mineure
Hypsilurus longi est une espèce de sauriens de la famille des Agamidae.

## Répartition
Cette espèce se rencontre au Queensland en Australie, dans l'archipel Bismarck et aux Salomon.
Sa présence en Nouvelle-Guinée est incertaine.

## Étymologie
Cette espèce est nommée en l'honneur de Mark H. Long.

## Publication originale
- Macleay, 1877 : The lizards of the Chevert Expedition. Proceedings of the Linnean Society of New South Wales, vol. 2, p. 60-69 & 97-104 (texte intégral).